# Fédération nationale des travaux publics
La Fédération nationale des travaux publics (FNTP) est une organisation professionnelle dont l'objectif est de représenter et d'accompagner les entreprises de travaux publics. Elle est présidée par Alain Grizaud, chef d'entreprise.

## Missions
La FNTP s'est fixé six missions : 
- Écouter : Les entreprises de travaux publics et leur environnement économique, social et politique.
- Promouvoir
  - Vers l'extérieur, l'image et la notoriété de la profession et les réformes dont les entreprises ressentent le besoin,
  - Vers les entreprises, la diffusion des idées et des messages.
- Défendre
  - Les intérêts et les spécificités de la Profession
- Informer
  - Information service pour les entreprises.
  - Informations vitrine pour les publics extérieurs.
- Conseiller et servir chaque entreprise.
- Représenter les entreprises auprès des organismes institutionnels.

## Organisation
La FNTP regroupe 20 fédérations régionales et 18 syndicats de spécialité. Elle est présidée par Alain Grizaud chef d'entreprise.
Elle comprend les fédérations régionales :
Auvergne-Rhône-Alpes, Bourgogne-Franche-Comté, Bretagne, Centre-Val-de-Loire, Grand Est, Hauts-de-France, Île-de-France, Normandie, Nouvelle Aquitaine, Occitanie, Pays de la Loire, Paca. 
La Fédération dispose d'un conseil des régions présidé par Pierre Massy, président de la Fédération régionale du Limousin.

## Présidents successifs
- Alain Grizaud (29 juin 2023)
- Bruno Cavagné (18 septembre 2013 - 29 juin 2023)
- Patrick Bernasconi (2005 - 17 septembre 2013)

## Fondation Ambitions Travaux publics
La Fondation Ambitions Travaux publics est créée en 2007 sous l'égide de la Fondation de France à l'initiative de la Fédération nationale des travaux publics.
Elle a pour objet de soutenir la formation initiale et continue dans le secteur des travaux publics, et de favoriser l'insertion professionnelle et le maintien dans l'emploi. Elle s'attache à soutenir l'emploi des seniors, des personnes handicapées et des jeunes, notamment en versant des bourses d'études.